# Ajuntament de les Franqueses del Vallès
Ajuntament de les Franqueses del Vallès és una obra del municipi de les Franqueses del Vallès (Vallès Oriental) protegida com a bé cultural d'interès nacional, en la categoria de Monument Històric.

## Descripció
És un edifici que té una forma similar a un paral·lelogram. Està compost per tres cossos completament autònoms i incomunicats, tot i que ofereix l'aparença d'un únic edifici. La façana principal està situada arran de carretera i té una allargada de 124,30m i una fondària de 35,50m. El cos central correspon a l'ajuntament, té estructura basilical, cobert a dues vessants, amb capcers escalonats en els laterals i capcer de perfil sinuós en el central, d'on sobresurt la torre-campanar. Aquesta està coberta amb rajola vidriada de colors, formant una decoració geomètrica, i coronada per una agulla de ferro. A banda i banda les antigues escoles, amb la "sección de niños" i la "sección de niñas", tal com ens ho indiquen els rètols pintats a les façanes. Aquestes es van concebre per tenir només una planta utilitzable, de manera que només tenen 2,5m d'alçada. A la banda interior del pati, hi ha una sèrie de columnes de maó, helicoidals. Arreu de l'edifici hi ha repartides obertures de tipologia variada, distribuïdes simètricament, i seguint un llenguatge modernista.

## Història
La situació fora del nucli de població respon a la recerca d'un punt neutral, que resulti còmode als quatre pobles que formen el terme municipal. L'edifici es va acabar l'any 1912, el seu arquitecte va ser Albert Juan i Torner. Aquest va voler utilitzar els materials i els sistemes de construcció de la comarca per poder facilitar les seves reparacions. Tot l'edifici va ser pagat i moblat per Jan Sampera i Torres. Aquest també va pagar la construcció de l'escorxada, realitzada pel mateix arquitecte.